# Вайльгайм-Шонгау
Вайльгайм-Шонгау (нім. Weilheim-Schongau) — район у Німеччині, у складі округу Верхня Баварія федеральної землі Баварія. Адміністративний центр — місто Вайльгайм-ін-Обербаєрн.

## Населення
Населення району становить 136 134 осіб (станом на 31 грудня 2020).

## Адміністративний поділ
Район складається з 3 міст (нім. Städte), 2 торговельних громад (нім. Märkte) та 29 громад (нім. Gemeinden):
| Міста 1. Вайльгайм-ін-Обербаєрн (22727) 2. Пенцберг (16510) 3. Шонгау (12350) Об'єднання громад 1. Альтенштадт (громади Альтенштадт, Гоенфурх, Інгенрід, Шваббрук та Швабзоїн) 2. Бернбойрен (громади Бернбойрен та Бургген) 3. Габах (громади Антдорф, Габах, Оберзехерінг та Зіндельсдорф) 4. Гугльфінг (громади Еберфінг, Егльфінг, Гугльфінг та Обергаузен) 5. Зесгаупт (громади Іффельдорф та Зесгаупт) 6. Роттенбух (громади Бебінг та Роттенбух) 7. Штайнгаден (громади Прем, Штайнгаден та Вільдштайг) Торговельні громади 1. Пайсенберг (12689) 2. Пайтінг (11516) | Громади 1. Альтенштадт (3298) 2. Антдорф (1305) 3. Бебінг (1883) 4. Бернбойрен (2482) 5. Бернрид-ам-Штарнбергер-Зее (2331) 6. Бургген (1699) 7. Вессобрунн (2243) 8. Віленбах (3242) 9. Вільдштайг (1312) 10. Габах (1177) 11. Гоенфурх (1677) 12. Гоенпайсенберг (3848) 13. Гугльфінг (2933) 14. Еберфінг (1481) 15. Егльфінг (1082) 16. Зесгаупт (3286) 17. Зіндельсдорф (1215) 18. Інгенрід (1083) 19. Іффельдорф (2723) 20. Обергаузен (2106) 21. Оберзехерінг (1562) 22. Пель (2488) 23. Поллінг (3562) 24. Прем (910) 25. Райстінг (2290) 26. Роттенбух (1818) 27. Шваббрук (978) 28. Швабзоєн (1400) 29. Штайнгаден (2928) |

Дані про населення наведені станом на 31 грудня 2020.